# Gilda Castillo Baraya
Gilda Castillo Baraya (1955, Ciutat de Mèxic) és una artista plàstica i escriptora mexicana. Ha realitzat diverses exposicions i col·laborat en diversos instituts en la creació d'edicions editorials. Edgar Alejandro Hernández, en un article per a El Universal, diu que “pinta a la República Mexicana en rostres; es va inspirar en el dolor per la mort paterna”. En les seves obres plàstiques usa tècniques mixtes sobre tela, fusta, de petit o mig format. Les seves obres van des de la representació del territori nacional, la desaparició de la topografia precisa, la inhibició del paisatge, en obres com a Mapes,Territoris Circumdats, Atrapant al sol, Murmurant de nit i Enfilant llampecs. Amb el decés del seu pare, Gilda Castillo inclou en les seves obres una reflexió sobre la pàtria, que s'impregnen del dolor de l'artista en aquesta època.

Va ser el seu pare, mare i àvia els qui van motivar a Gilda Castillo a llegir, dibuixar i ballar, però va ser el seu oncle qui la va portar amb l'artista plàstic Antonio Navarrete un refugiat espanyol qui va ensenyar a fer busts, peus, torsos i executar diferents obres.
"El seu amor per la plàstica i la literatura és ple. Un la salva de l'altre, la complementen. Perquè la llibertat que troba en dibuixar els seus mapes que són cos i geografies, s'equilibra amb el rigor del treball editorial que ocupa els seus dies", Fragment de la columna d'Angélica Abelleyra.Posteriorment, Castillo aprèn amb Angelina Grossor i s'inscriu a l'la Escuela Nacional de Pintura, Escultura y Grabado La Esmeralda del Instituto Nacional de Bellas Artes.
Durant els seus estudis de pintura, Castillo va estudiar llengua i literatura hispàniques a la Facultat de Filosofia i Lletres de la Universitat Nacional Autònoma de Mèxic, on també va realitzar el mestratge en literatura iberoamericana.
Va ser assistent editorial de Margarita Peña i va col·laborar en la correcció de llibres com La máquina estética, de Manuel Felguérez.

Va col·laborar amb diversos instituts com la UNAM, l'el Instituto Nacional Indigenista, a la Dirección de Artes Plásticas del INBA, va ser responsable de l'edició del butlletí trimestral El Alcaraván de l'Institut d'Arts Gràfiques d'Oaxaca, impulsada per Francisco Toledo."Sóc com un diccionari de símbols" Gilda Castillo 

1. 
2. 
3. 
4. 
5. 